# Salou Ibrahim
Salou Ibrahim (Kumasi, 29 maggio 1979) è un ex calciatore ghanese con passaporto belga, di ruolo attaccante.

## Carriera

### Inizi
Ha iniziato la sua carriera calcistica nel King Faisal Babes, una squadra di calcio del Ghana con sede nella città di Kumasi. Dopo due stagioni, ha firmato un contratto con il club tedesco del Wandsbek 81.

### Belgio
Nel 2000 ha firmato per il Turnhout in Belgio, dove rimase per quattro stagioni. Durante la stagione 2003-2004 ha segnato 16 gol in 26 presenze e cominciò a richiamare l'attenzione di club di livello superiore.
Nel 2004 ha firmato per il Kortrijk, e ha iniziato la sua prima stagione nella seconda divisione belga. Dopo una stagione è passato al Zulte Waregem in prima divisione belga e ha segnato 9 gol in 29 presenze aiutando la sua squadra a vincere la Coppa del Belgio nel 2006.
Dopo essersi messo in mostra con il Zulte Waregem, ha ricevuto offerte da parte di due club del campionato belga, l'Anderlecht e il Club Bruges, ma anche da altre squadre europee tra cui l'AEK Atene e il Lens. Ha deciso di trasferirsi al Club Bruges nel 2006. Il 2 novembre 2006 ha segnato il suo primo gol in una partita di Coppa UEFA persa per 3-1 contro il Tottenham.  In due stagioni con il Club Bruges ha fatto 46 presenze in prima divisione belga, segnando cinque gol. Ha anche aiutato il club a conquistare la Coppa del Belgio nel 2007, la seconda per lui.

### MSV Duisburg
Nel 2008 si trasferisce al MSV Duisburg. Prima di unirsi al Duisburg, è stato vicino alla firma del contratto con il Rapid Bucurest. L'8 agosto 2009 ha giocato undici minuti nel suo debutto con il Duisburg in una partita di Coppa di Germania contro l'ASV Bergedorf che finì in una vittoria di 5-1 per la sua squadra.

### Vejle
Dopo solo sei mesi a Duisburg, Salou firma un contratto con il Vejle Boldklub. Il 1º marzo 2009 ha segnato il suo primo gol nella Superligaen in un pareggio per 1-1 con l'AGF Aarhus. Durante la sua permanenza al club, Salou ha giocato 20 partite ufficiali e ha segnato 4 gol.

### New York Red Bulls
Nel mese di marzo 2010 si è trasferito ai New York Red Bulls. Il 20 marzo 2010, ha giocato 67 minuti di partita contro il Santos FC in una vittoria per 3-1. Dopo aver dato un'ottima prestazione durante il suo periodo di prova con i New York Red Bulls è stato comprato a titolo definitivo il 23 marzo 2010. Il 24 aprile 2010 ha segnato il suo primo gol nella Major League Soccer in una vittoria di 2-1 per i Red Bulls sul Philadelphia Union.

### Nazionale
Salou è nato in Ghana, ma ha ricevuto la nazionalità belga, nel 2005. A seguito di una campagna di successo con il Zulte Waregem durante la stagione 2005-2006 ha iniziato a raccogliere interesse da parte della nazionale di calcio del Belgio. Dopo aver deciso di rappresentare il suo paese natale, nel 2006, Salou è stato convocato per il Ghana, ma ha deciso di non aderire alla squadra nazionale a causa di una controversia. L'allenatore Claude Le Roy ha compiuto molti sforzi per convincerlo ad unirsi alla nazionale ghanese, ma ha rifiutato.

## Palmarès
- Coppa del Belgio: 2

Zulte Waregem: 2005-2006
Club Bruges: 2006-2007